# La boîte à musique
La boîte à musique is het negende studioalbum van Jean-Pascal Boffo. Het album is opgenomen gedurende mei 2007 in de geluidsstudio in Deaux van de heren Leonetti, de leiders van de Franse rockband Lazuli. Pascal componeerde een aantal stukken voor akoestische gitaar bij elkaar. De muziek vertoont daarbij gelijkenis met de gitaarmuziek van Gordon Giltrap, Anthony Phillips en een akoestische Steve Hackett.

## Musici
- Jean-Pascal Boffo – akoestische gitaar

## Muziek
Allen van Boffo

| Nr. | Titel                   | Duur |
| --- | ----------------------- | ---- |
| 1.  | Un pont sur l'infini    | 5:34 |
| 2.  | L'horloge suspendue     | 2:53 |
| 3.  | La boîte à musique      | 8:25 |
| 4.  | A gift                  | 2:33 |
| 5.  | La ballerine            | 4:54 |
| 6.  | Lullaby Road            | 1:51 |
| 7.  | De l'autre côté du vent | 5:18 |
| 8.  | Graines de beauté       | 3:24 |
| 9.  | Fleurs nocturnes        | 3:36 |
| 10. | Le sculpteur de sable   | 3:58 |
| 11. | Quiet Christmas         | 2:48 |
| 12. | La boîte de pandore     | 7:43 |